# Bliss (film, 1997)
Pour les articles homonymes, voir Bliss.
Pour plus de détails, voir Fiche technique et Distribution.
Bliss est un film américain, sorti en 1997.

## Synopsis
L'histoire de Maria et de Joseph commence là où s'arrêtent toutes les grandes histoires d'amour, par un somptueux mariage. Mais la routine de leur union révèle bientôt une Maria insatisfaite, hantée par le passé. Guidé par Baltazar, un homme aussi énigmatique que sage, Joseph va tout tenter pour regagner celle qu'il aime et redonner à leur couple la passion et l'harmonie.

## Fiche technique
- Titre : Bliss
- Réalisation : Lance Young
- Scénario : Lance Young
- Pays d'origine : États-Unis
- Genre : drame
- Date de sortie : 1997

## Distribution
- Craig Sheffer : Joseph
- Sheryl Lee : Maria
- Terence Stamp : Baltazar
- Casey Siemaszko : Tanner
- Spalding Gray : Alfred
- Leigh Taylor-Young : Redhead
- Lois Chiles : Eva
- Blu Mankuma : Nick
- Molly Parker : Connie
- Hiro Kanagawa : Docteur
- Merrilyn Gann : la femme du môtel
- Gillian Barber : Thérapeute
- Kristin Lehman